# 24/7 (programma televisivo)
24/7, noto anche come Ventiquattrosette, è stato un programma televisivo italiano di genere docu-reality, in onda dal 12 aprile 2011 al 2015 su Deejay TV, con la conduzione di Laura Gauthier.
Ispirato al programma 30 Days del giornalista Morgan Spurlock, e al fortunato format spagnolo 21 días della giornalista Samanta Villar, 24/7 racconta in ogni episodio una settimana passata da Laura Gauthier in ambienti e contesti diversi, di volta in volta bizzarri, istituzionali, glamour, sportivi o anche semplicemente in ambienti nuovi da scoprire e conoscere.
Affrontando in prima persona tutte le esperienze, Laura porta lo spettatore attraverso situazioni tra loro più diverse, sempre con l'intento di immergersi il più possibile negli stili di vita che incontra. Nel corso della serie infatti, 24 ore su 24 per 7 giorni, Laura riuscirà ad infiltrarsi nel mondo della moda, dei viaggi, ma anche del lavoro e del gossip, raccontando di volta in volta il dietro le quinte di questi contesti così diversi tra loro.

## Le puntate

### Prima settimana: aspirante cadetto della Folgore
Laura vivrà la sua settimana fra i Parà della Folgore cercando di superare le prove fisiche richieste per arrivare al primo "lancio".

### Seconda settimana: assistente di uno stilista durante la settimana della moda
Laura sarà per una settimana assistente di un noto stilista, durante la settimana della moda, lavorerà 14 ore al giorno dividendosi tra l'ufficio stampa e l'ufficio stile in attesa della sfilata.

### Terza settimana: lapdancer
Laura decide di calarsi nel mondo proibito della notte. Come si diventa diva dell'eros? Cosa vuol dire fare la lap dancer?

### Quarta settimana: in una comunità Hare Krishna
Laura è a Firenze, per una settimana vivrà aggregandosi a una comunità Hare Krishna. Seguendola scopriamo la vita monastica dei seguaci del culto (sveglia alle 3,30, riposo alle 22,30), i principi che ne regolano l'esistenza e la difficoltà di doversi mescolare alla gente per strada per chiedere l'elemosina e diffondere la fede.

### Quinta settimana: in crociera
Una settimana in crociera, seguendo le orme di David Foster Wallace di Una cosa divertente che non farò mai più, uno spaccato sul benessere ostentato e ricercato delle crociere di lusso.